# Bacino di San Marco

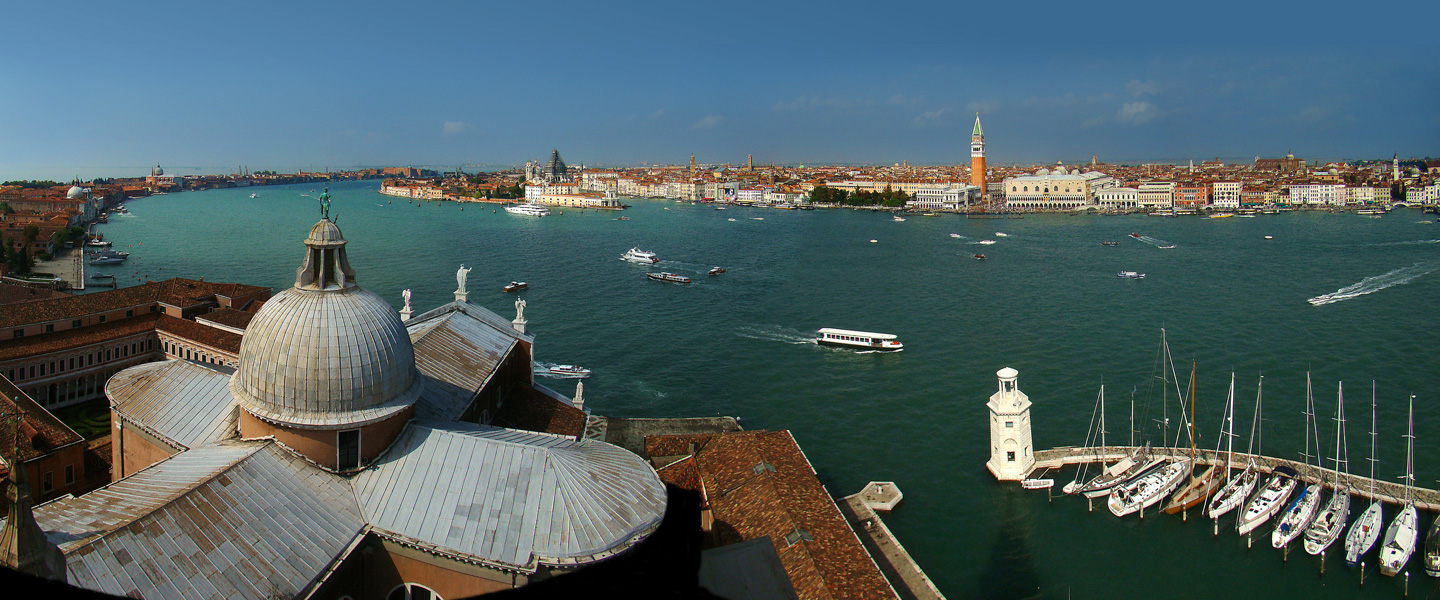
Vue d'ensemble du bassin de Saint-Marc (photo prise du campanile de la Basilique San Giorgio Maggiore).

Le Bacino di San Marco (en français : « bassin de Saint-Marc ») est la part des eaux de la lagune de Venise qui se trouve en face de la place Saint-Marc. Il prolonge le Grand Canal vers l'est, au point de rencontre du canal de San Marco et du canal de la Giudecca. Il touche aux sestieres de San Marco et de Castello au nord où il est bordé par le riva degli Schiavoni). Il est aussi bordé par l'île de San Giorgio Maggiore.
Sa profondeur maximale est d'environ 12 mètres. 
Par le passé[Quand ?], les bateaux étrangers que faisaient commerce avec la république de Venise, mouillaient dans le bassin en attente de pouvoir faire enregistrer leurs marchandises par la « douane de mer » (Dogana di Mare) qui se trouvait dans de grands bâtiments situés sur la Punta della Dogana (« Pointe de la douane »), coincée entre le Grand Canal et de canal de la Giudecca, à proximité de la basilique de la Salute.
Il est régulièrement traversé par les grands navires entrant et sortant du port.

## Affluents
Divers rii des sestieres de San Marco et de Castello aboutissent dans le bassin de Saint-Marc (de ouest en est) :
- rio dei Giardinetti
- rio de la Canonica
- rio del Vin
- rio dei Greci
- rio della Pietà
- rio de la Ca' di Dio
- rio dell'Arsenale
- rio della Tana
- rio di San Giuseppe
- rio dei Giardini
- rio di Sant'Elena

## Îles
Deux îles se trouvent dans le bassin de Saint-Marc :
- San Servolo
- San Lazzaro degli Armeni

## Représentations par Canaletto
Canaletto peintre de vedute du XVIIIe siècle, représenta de très nombreuses fois ce bassin dans ses tableaux.

"
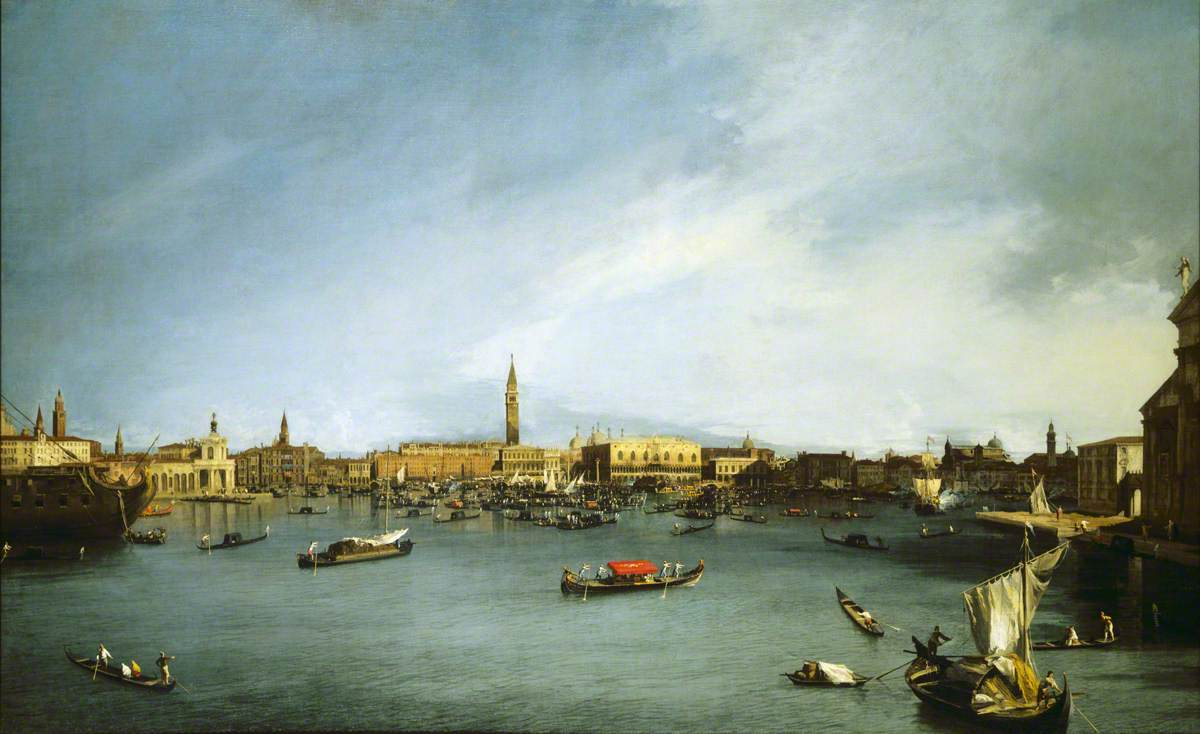
Le Bassin de San Marco vu de la Giudecca, 1726 Upton House
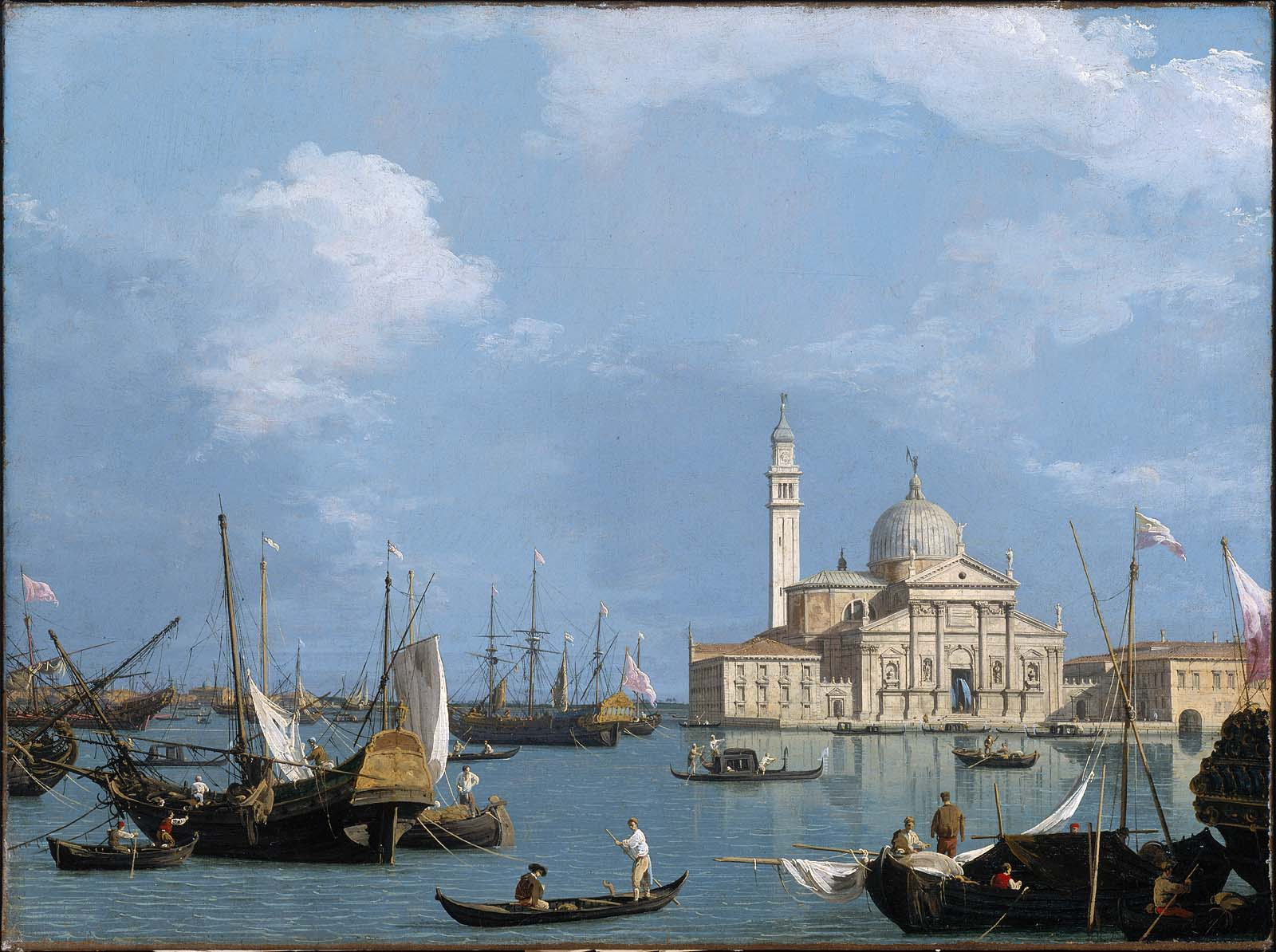
San Giorgio Maggiore vu du Bassin de saint Marc, 1726-1730 Musée des Beaux-Arts (Boston)
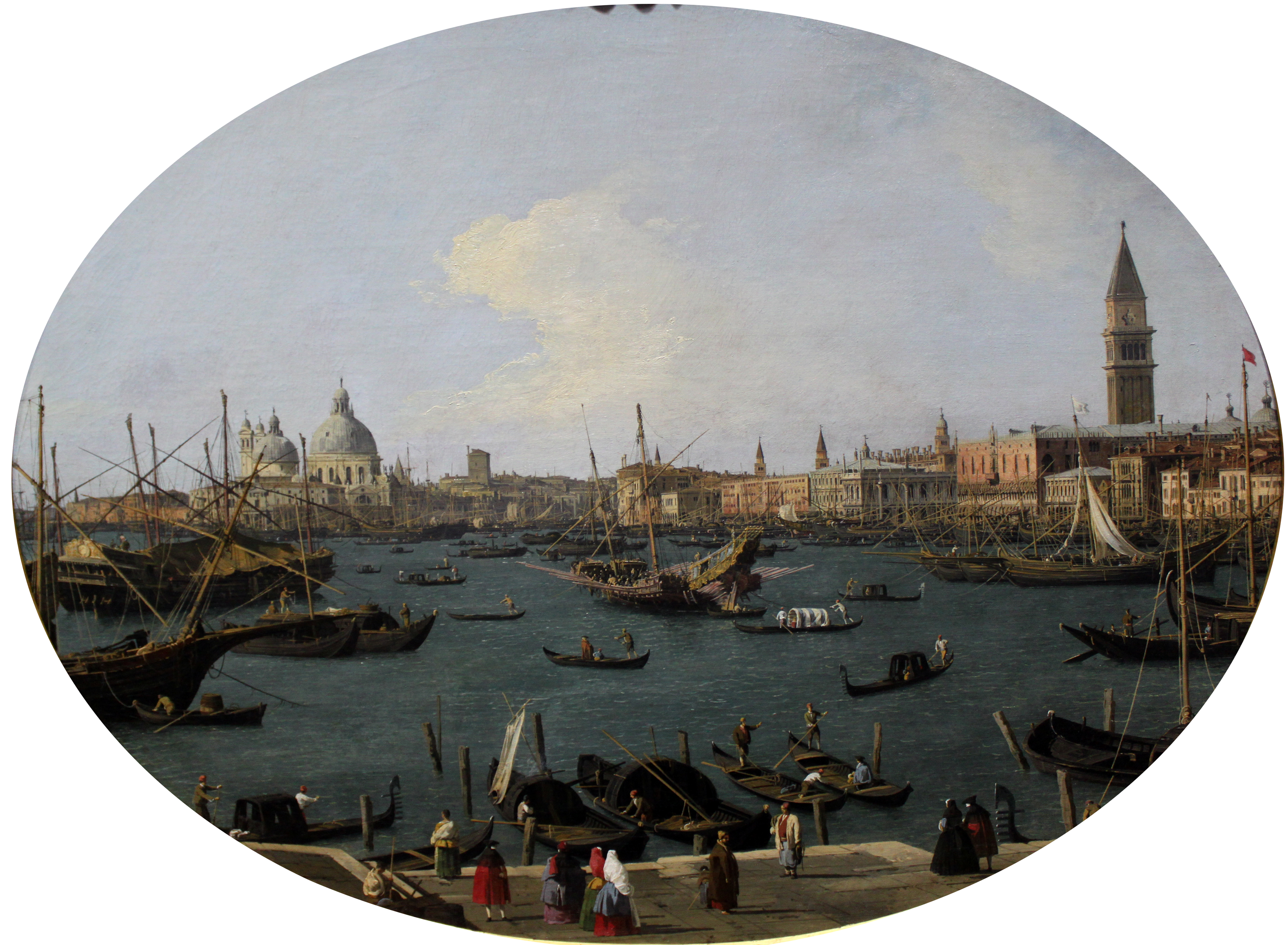
Vue du Bassin de Saint Marc, 1730-1740 Musée Städel, Francfort-sur-le-Main
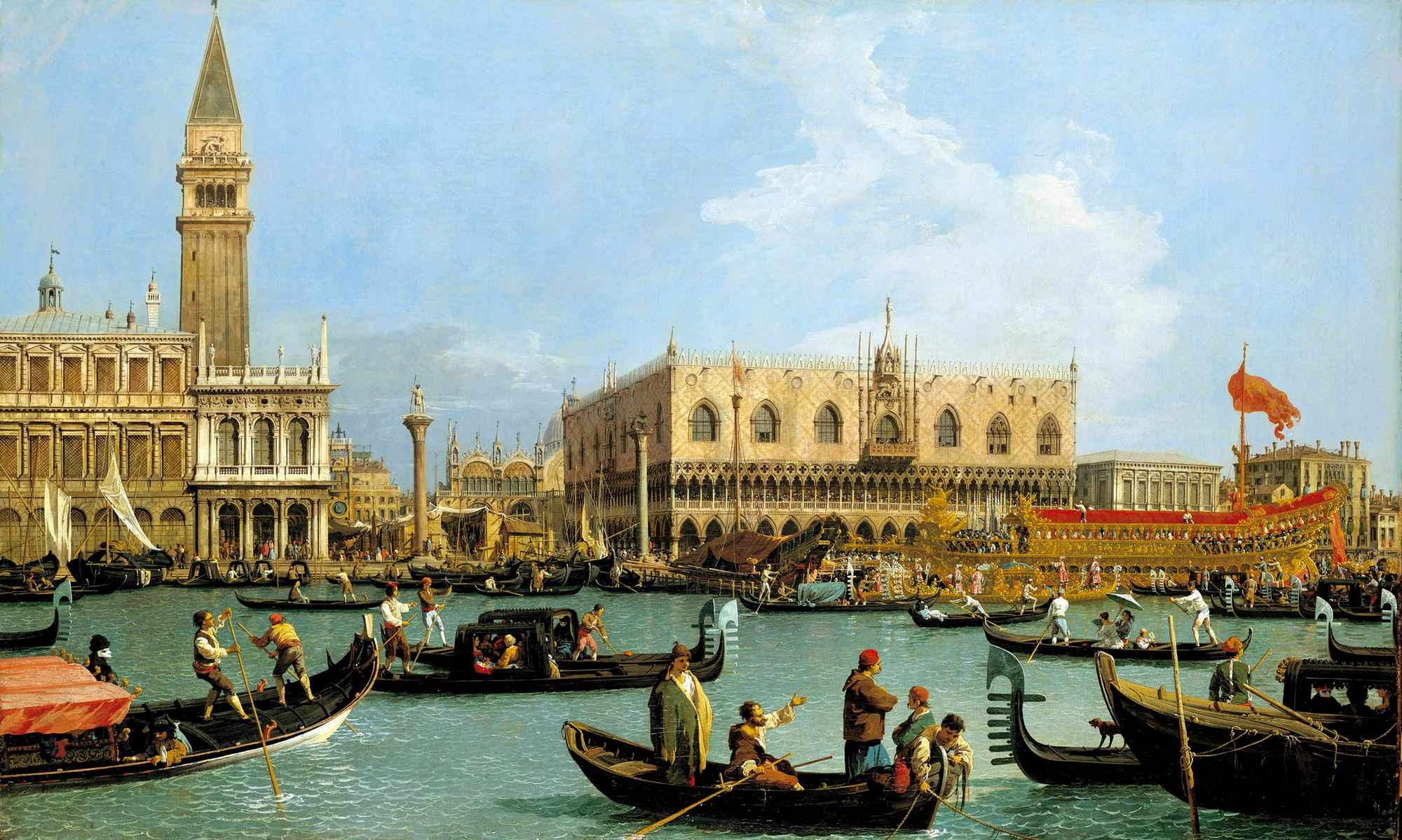
Le Bassin de Saint Marc le jour de l'Ascension, 1733-1734 Royal Collection
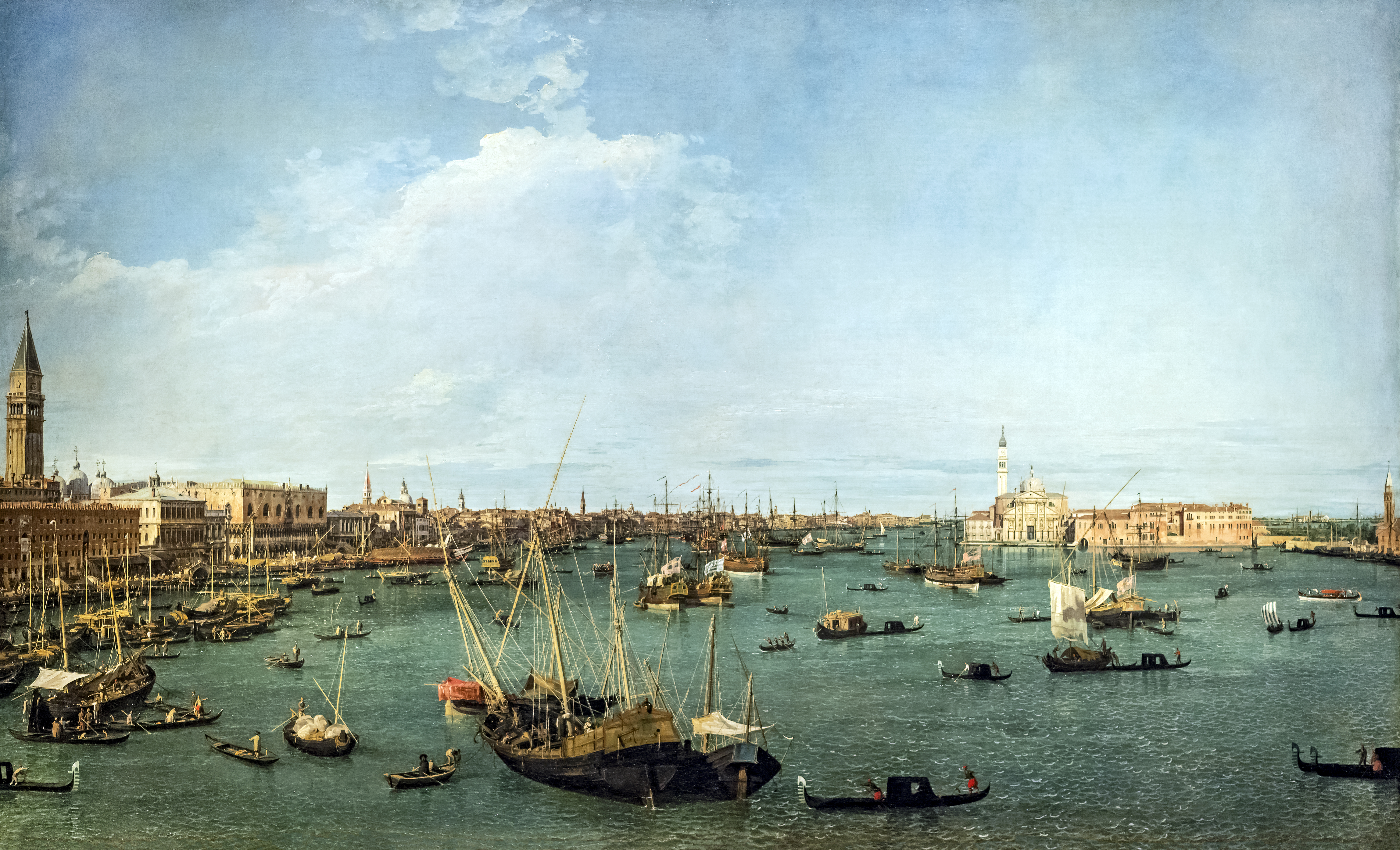
Le Bassin de San Marco vers l'est, vers 1738 Musée des beaux-arts de Boston
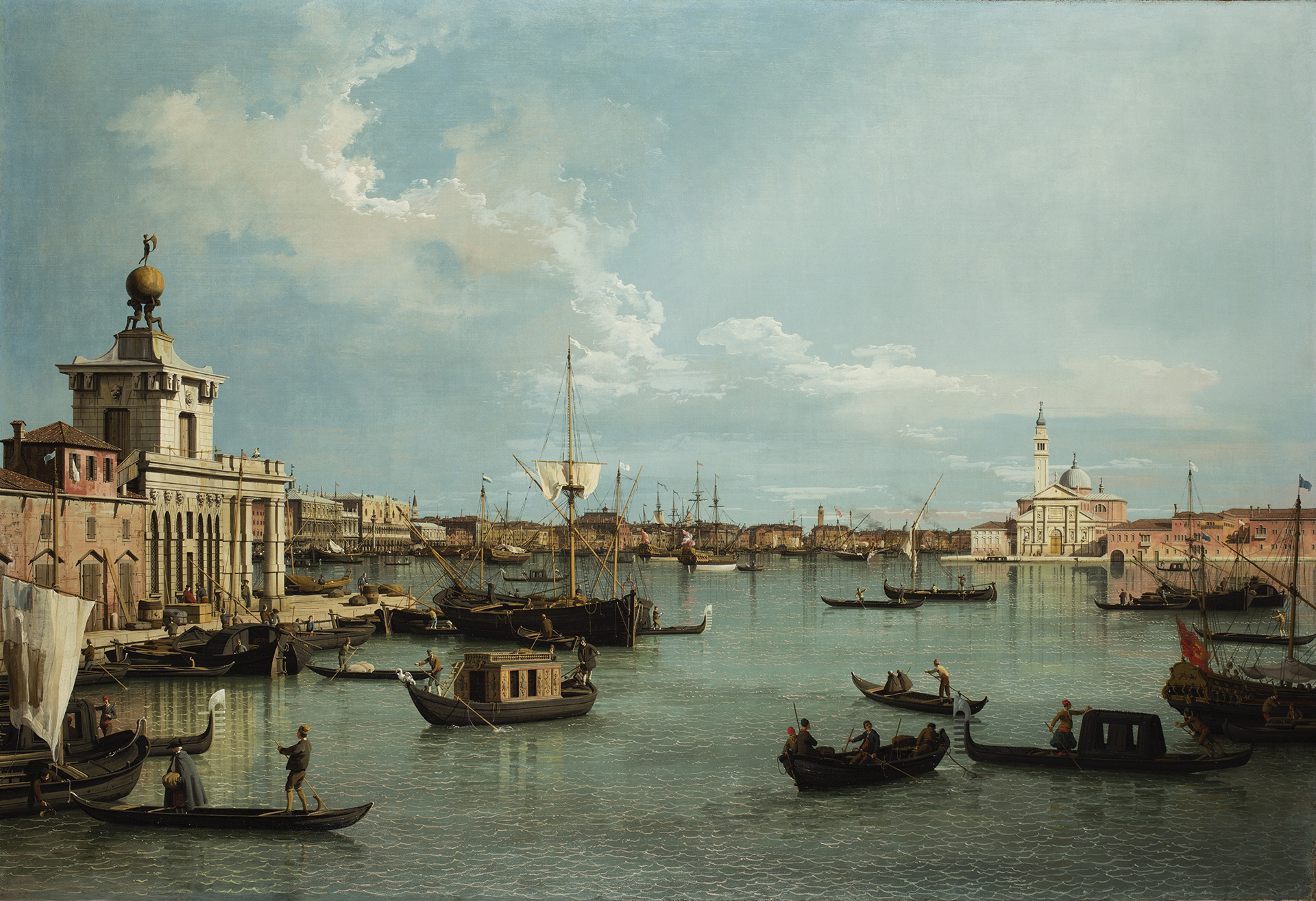
Le Bassin de San Marco vu du Canal della Giudecca, 1735-1744 Wallace Collection
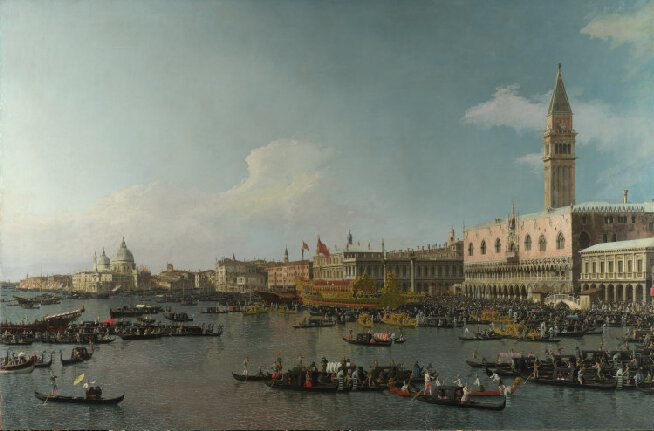
Le Bassin de San Marco le jour de l'Ascension, vers 1740 National Gallery, Londres
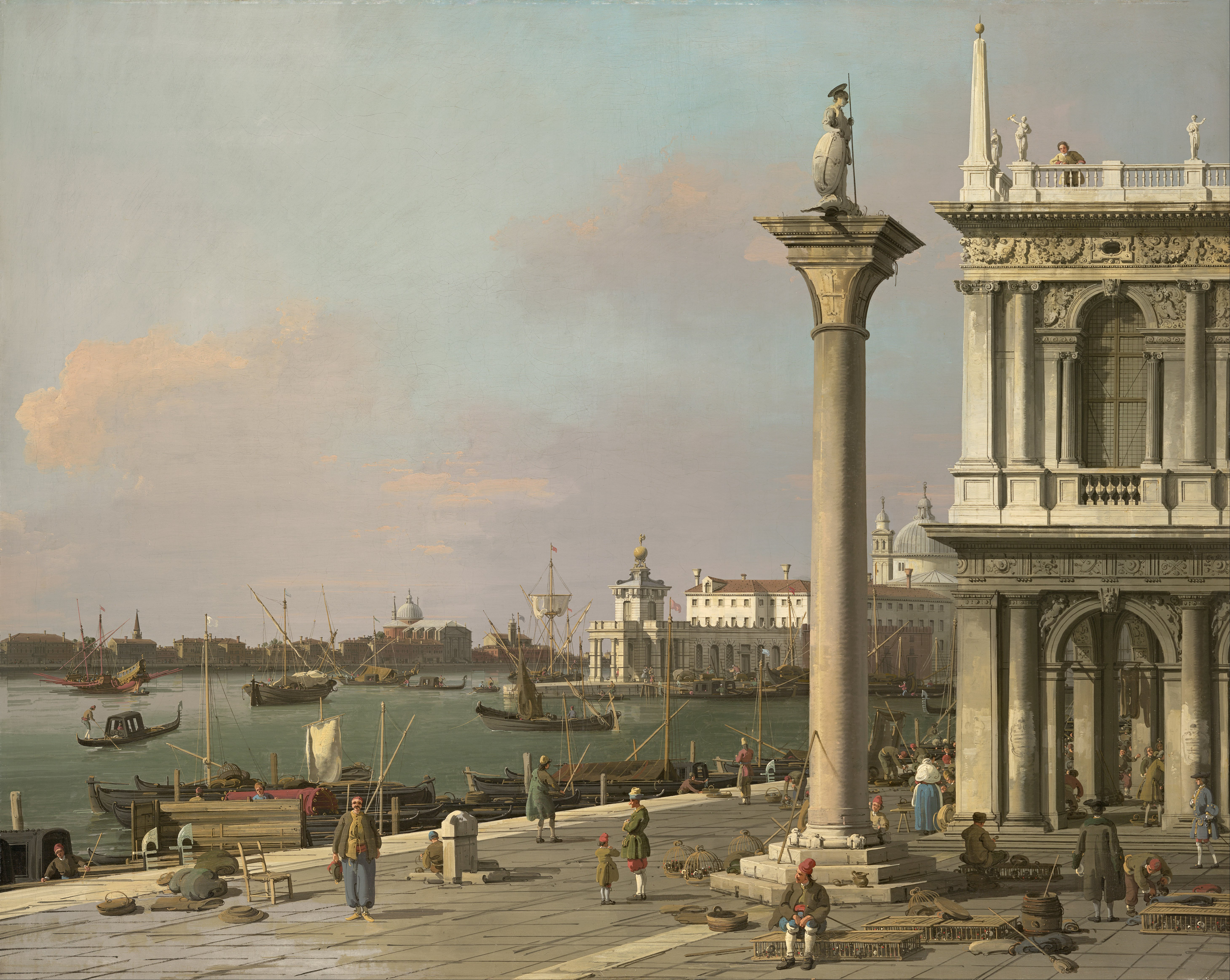
Bassin de saint-Marc vu de la Piazzetta, vers 1750 National Gallery of Victoria
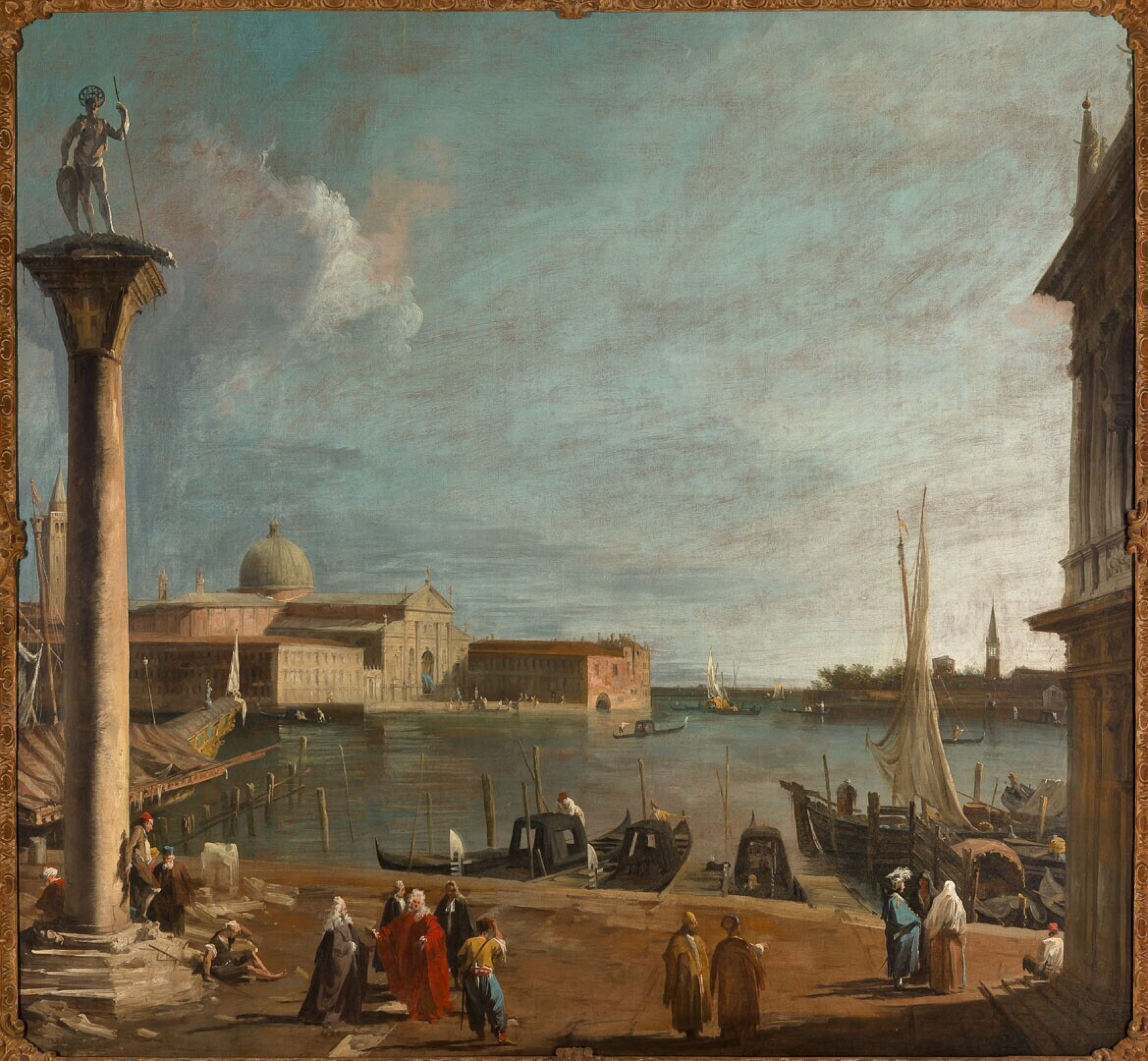
Le Bassin de Saint-Marc avec San Giorgio Maggiore Musée Boijmans Van Beuningen, Rotterdam